# Lipovcy
Lipovcy (in russo Липовцы?) è un insediamento di tipo urbano dell'Estremo Oriente russo (Territorio del Litorale). Fa parte del distretto Oktjabr'skij.
Si trova circa 25 km a nord di Pokrovka (il centro amministrativo distrettuale), 50 km a nord-ovest di Ussurijsk e a circa 158 km da Vladivostok.